# 三陸汽船
三陸汽船（さんりくきせん）は、岩手県釜石市に存在し、海運業を営んでいた企業である。三陸海岸に鉄道路線が存在しなかった戦前に、三陸諸港と宮城県の塩釜港とを結ぶ貨客船航路を運航していた。

## 歴史
岩手県内陸に南北に広がり、県都・盛岡がある北上盆地には1890年（明治23年）に日本鉄道（現・JR東北本線）が開通するなど、明治期から鉄道が発達していくが、北上山地が障壁となる内陸と三陸海岸との間、複雑な海岸地形が障壁となる三陸海岸沿いには近代的な輸送機関の導入が進まなかった。そのため三陸海岸との間の物資輸送は、陸路では馬方や牛方による牛馬を用いた荷駄が用いられ、海路では旧来の和船で三陸諸港をつないでいた。
1900年（明治33年）、宮古街道（現・国道106号）が改良されて馬車による運行が可能になると、盛岡～宮古間の貨物輸送に馬運業者が多数参入した。さらに1904年（明治37年）、東京湾汽船（現東海汽船）が、三陸海岸に初めて汽船航路を開設した。同社は本拠である関東地方から東北・北海道航路へと進出し、その一環として、宮城県の塩釜港から三陸諸港をめぐり、宮古港へと至る航路を開設した。しかし、東京湾汽船は、老朽船を配船し、高額な運賃を設定するなど、「僻地の独占航路にあぐらをかいた阿漕な商売」であるとして利用客にはすこぶる不評だった。
やがて地元資本による海運会社設立の機運が高まり、1908年（明治41年）4月、共同出資により資本金30万円で三陸汽船株式会社が設立された。地元に請われ釜石鉱山田中製鉄所所長の横山久太郎が社長に就任。東北丸、振興丸、黄金丸、笠井丸の4隻の船舶による運航を開始した。本社は釜石に置かれ、宮古に支店、塩釜に営業所が置かれた。航路の開設に当たっては、岩手県庁により命令航路に指定され、運航を維持する見返りに、年6,000円の補助を受けることとなった。
三陸汽船は運賃競争を仕掛け、東京湾汽船の顧客を一気に奪い、競争を優位に進めた。対する東京湾汽船は三陸汽船の敵対的買収を仕掛けるなどして応酬したが不調に終わり、1911年（明治44年）に三陸航路からの撤退を余儀なくされた。
三陸航路で独占的な地位を獲得すると、矢継ぎ早に久慈航路、気仙沼航路、東京航路、北海道航路を就航。これにより、無尽蔵といわれながら外部に持ち出す手段がなかった三陸海岸の水産物が塩釜にもたらされ、逆に塩釜からは、様々な生活必需品、米などが三陸にもたらされた。1919年（大正8年）、横山久太郎の体調悪化に伴いその長男・横山長次郎が社長職を引き継ぐ。最盛期には、東京航路及び函館航路に2000t級の大型船舶が就航していた。しかし、三陸海岸にバス路線や鉄道路線が張り巡らされると貨客ともに奪われて徐々に経営が悪化してしまう。そのような状況下で、1943年（昭和18年）には国策による戦時統合で栗林商船との合併を余儀なくなされ会社は解散。船舶は徴用船となり、ここに三陸汽船株式会社の歴史は幕を閉じた。

## 航路
三陸汽船は、塩釜 - 三陸沿岸各港（久慈まで）を第一航路、東京 - 三陸沿岸各港を第二航路と称した。
岩手県庁からは、岩手県内12港、宮城県内2港の寄港を命令された。三陸汽船では、第一航路において最大16港へ寄港した。
宮古航路(毎日1便)
塩釜港 - 気仙沼港 - 脇ノ沢港（陸前高田） - 細浦港 - 大船渡港 - 越喜来港 - 小白浜港(唐丹) - 釜石港 - 大槌港 - 山田港 - 宮古港(鍬ヶ崎桟橋)
気仙沼航路
塩釜港 - 石巻港 - (北上川) - 十五浜港(雄勝) - 志津川港 - 気仙沼港
久慈航路
宮古航路 - 野田港 - 久慈港
東京航路(月1便)
宮古航路 - 小名浜港 - 銚子港 - 東京港（築地）
北海道航路(月2便)
宮古航路 - 八戸港 - 函館港 - 室蘭港

## 沿革
- 1908年（明治41年）- 三陸汽船設立。船舶4隻による運航開始。
- 1910年（明治43年）- 東京湾汽船からの申し入れにより、運賃競争が終了。
- 1911年（明治44年）- 東京湾汽船、三陸航路から撤退。所有船舶を三陸汽船に売却。所有船舶12隻に。久慈航路就航。
- 1912年（明治45年）- 東京航路就航。
- 1913年（大正2年） - 盛宮自動車が盛岡 - 宮古間を6時間で結ぶバス運行を開始。
- 1914年（大正3年） - 気仙沼航路就航、不定期便だった北海道航路を定期便化。
- 1915年（大正4年） - 岩手軽便鉄道が仙人峠駅まで到達[※ 2]。
- 1919年（大正8年） - 横山久太郎に代わりその長男・横山長次郎が社長就任。
- 1929年（昭和4年） - 大船渡線が気仙沼駅まで部分開業。
- 1930年（昭和5年） - 八戸線が久慈駅まで全線開業。
- 1931年（昭和6年） - 10月、中大路氏道[8]が第三代社長に就任[9]。
- 1933年（昭和8年） - 昭和三陸地震が発生。三陸全域にわたる被災地からの避難民が塩釜港周辺につめかける[10]。
- 1934年（昭和9年） - 山田線が宮古駅まで部分開業。
- 1935年（昭和10年）- 大船渡線が盛駅まで全線開業。
- 1939年（昭和14年）- 山田線が釜石駅まで全線開業。
- 1944年（昭和19年）- 国策による戦時統合のため栗林商船と統合し、会社が解散[11]。

## 三陸汽船にルーツを持つ企業
戦時統合で、三陸汽船が栗林商船に吸収される際に、港湾荷役を行う陸上部門が三陸汽船から分離された。
現在、仙台塩釜港の港湾荷役を主に行っている三陸運輸は、三陸汽船の陸上部門をルーツとしている。
塩釜港にある東北ドック鉄工・東北重機工事の造船所・工場は、1910年（明治43年）に三陸汽船が開設した船舶修理工場に起源を有する。